# Molteno
Molteno est une commune de la province de Lecco, dans la région Lombardie, en Italie.

## Administration
| Période                                  | Période | Identité | Étiquette | Qualité |
| ---------------------------------------- | ------- | -------- | --------- | ------- |
|                                          |         |          |           |         |
| Les données manquantes sont à compléter. |         |          |           |         |

### Hameaux
Gaesso, Molino, Luzzana, Raviola, Pascolo, Coroldo.

### Communes limitrophes
Annone di Brianza, Bosisio Parini, Costa Masnaga, Garbagnate Monastero, Oggiono, Rogeno, Sirone.